# Dalane
Dalane (nynorsk "Die Täler") ist eine Landschaft in der Rogaland-Fylke im Südwesten von Norwegen. In ihr liegen die Kommunen Lund, Sokndal, Eigersund und Bjerkreim. Als "Hauptstadt" der Region gilt Egersund.
Die Tageszeitung Dalane Tidende hat ihren Sitz in Egersund. Das Heimatmuseum Dalane (Dalane folkemuseum) befindet sich ebenfalls in dieser Stadt.